# Earth, Wind & Fire
Earth, Wind & Fire (EWF) este o formație americană de R&B, soul, funk, jazz, disco, pop, rock, latino și africană. Este cunoscută pentru piesele "Shining Star", "That's the Way of the World", "Devotion", "Reasons", "Sing a Song", "Can't Hide Love", "Getaway", "Fantasy", "Love's Holiday", "September", "Boogie Wonderland", "After the Love Has Gone", și "Let's Groove".
Cântecele celor de la Earth, Wind & Fire au fost reinterpretate de Nokaut, Point of Grace, D'Angelo, CDB, Dionne Warwick, The 5th Dimension, Pomplamoose Lenny White, Patti LaBelle, The Manhattans, Wynonna Judd, Yolanda Adams, New York Voices, Donny Osmond, Chaka Khan, 112, the Vienna Boys' Choir, Herb Alpert, Musiq Soulchild și Tito Puente, fragmente din ele fiind remixate de UGK, A Tribe Called Quest, Wyclef Jean, Missy Elliott, Snoop Dogg, Nas Jay-Z, Amerie, The Fugees, LL Cool J, De La Soul, Common, Frank Zappa, Naughty by Nature, P Diddy, The Roots, Will Smith, Cee-Lo Green, Lisa "Left Eye" Lopes din TLC, Public Enemy, EPMD, Lupe Fiasco, Bone Thugs-N-Harmony, Tupac Shakur, Brand Nubian și MC Lyte.
Este una din cele mai de succes formații ale secolului al XX-lea, influențând artiști și formații precum Beyoncé, Usher, will.i.am, Janelle Monáe, Mary J. Blige, Prince, Pharrell Williams, India.Arie, The Neptunes, Jon Secada, Wyclef Jean, Common, Phil Collins, Boney James, Angie Stone, Raphael Saadiq, The All-American Rejects, Jesse McCartney, Musiq Soulchild, Solange Knowles, Babyface, OutKast, Jamiroquai, Five for Fighting, Lenny Kravitz,Marc Broussard, Omarion, Rob Bourdon of Linkin Park, Eric Benét, Jill Scott, Justin Timberlake, Sheila E., Marcus Miller, Erykah Badu, Jamie Foxx, Patrick Stump de la Fall Out Boy, Meshell Ndegeocello, Wynton Marsalis, DNCE, Meghan Trainor și Mario.
Formația a primit douăzeci de nominalizări la Premiile Grammy, câștigând șase, a fost inclusă în Rock and Roll Hall of Fame, Vocal Group Hall of Fame, a primit o stea pe Hollywood Walk of Fame și a vândut peste 100 de milioane de înregistrări.

## Discografie
Albume de studio
- Earth, Wind & Fire (1971)
- The Need of Love (1971)
- Last Days and Time (1972)
- Head to the Sky (1973)
- Open Our Eyes (1974)
- That's the Way of the World (1975)
- Spirit (1976)
- All 'n All (1977)
- I Am (1979)
- Faces (1980)
- Raise! (1981)
- Powerlight (1983)
- Electric Universe (1983)
- Touch the World (1987)
- Heritage (1990)
- Millennium (1993)
- In the Name of Love (1997)
- The Promise (2003)
- Illumination (2005)
- Now, Then & Forever (2013)
- Holiday (2014)